# Nenad Tomović
Nenad Tomović, född 30 augusti 1987 i Kragujevac, är en serbisk fotbollsspelare som spelar i SPAL i Serie A på lån från ChievoVerona. Han har tidigare spelat i bland annat Röda Stjärnan, Genoa och Fiorentina.